# Ellecourt
Ellecourt est une commune française située dans le département de la Seine-Maritime en région Normandie.

## Géographie

### Localisation
Ellecourt est une commune rurale du Pays de Bray située à 5 km au nord-ouest d'Aumale, à 45 km à l'ouest d'Amiens et à soixante au nord-est de Rouen,
la commune voit son territoire limité à l'est par le cours de la Bresle, qui constitue la limite avec le département de la Somme.

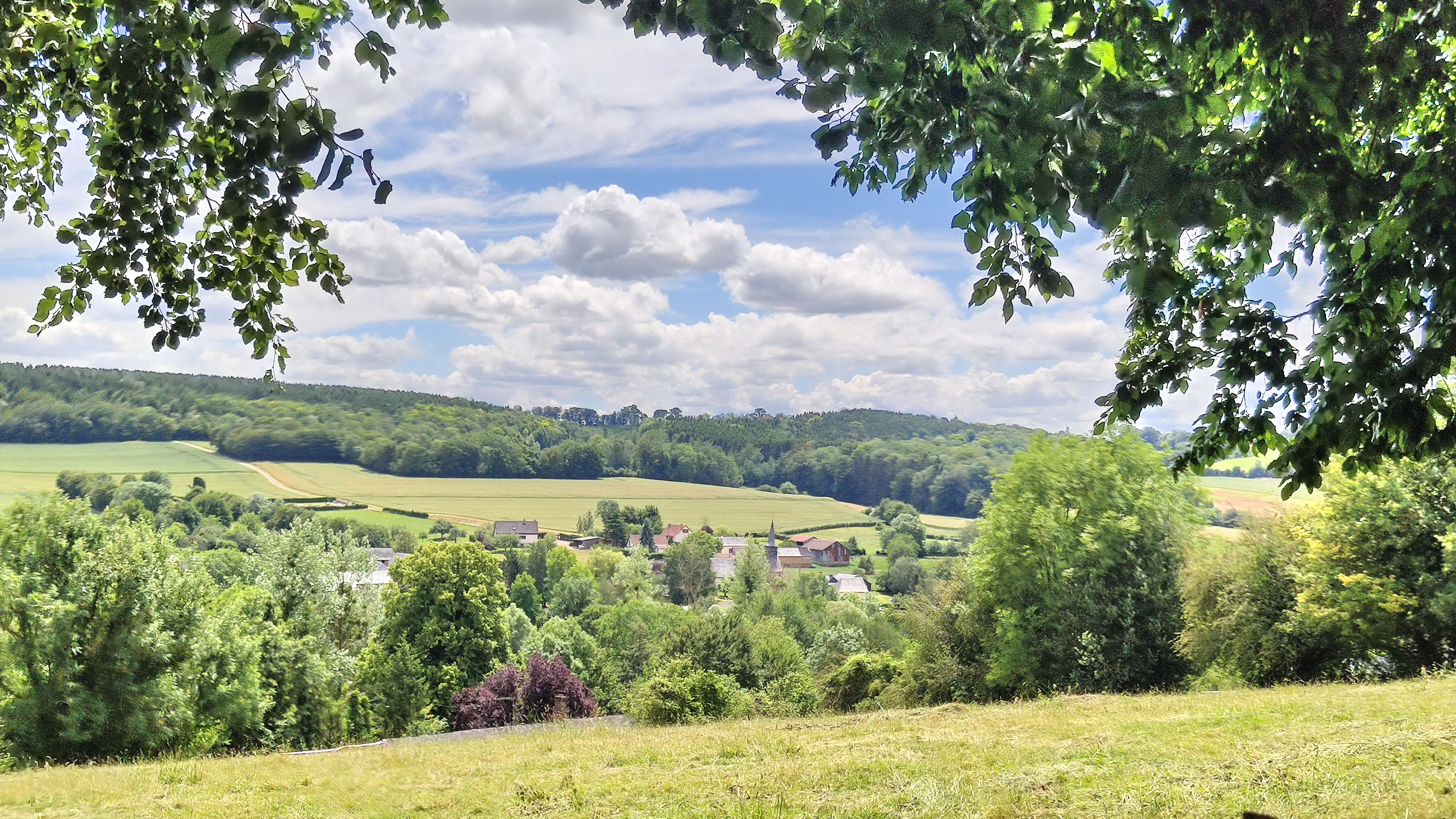
Ellecourt depuis la route de la Quesnoye
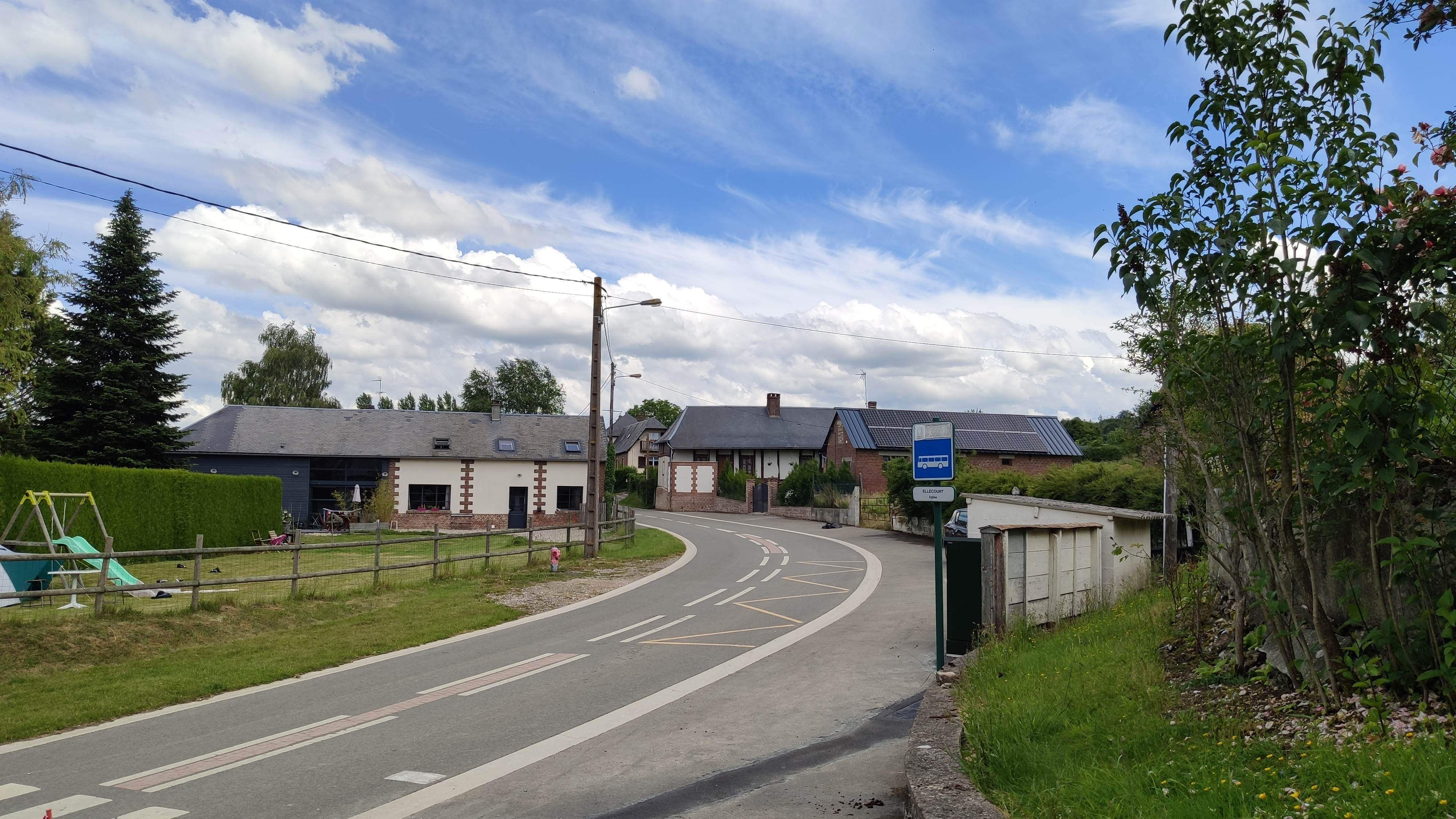
La rue principale et l'arrêt d'autocar.

### Communes limitrophes
| Aubeguimont | Vieux-Rouen-sur-Bresle | Saint-Germain-sur-Bresle (Somme)   |
| Marques     | Ellecourt              | Lafresguimont-Saint-Martin (Somme) |
|             | Morienne               | Aumale                             |

### Hameaux et écarts
Outre le chef-lieu, ma commune compte plusieurs hameaux : Les Communes, le Val à Leu et Cacqueville.

### Hydrographie
La commune est située dans le bassin Seine-Normandie. Elle est drainée par la Bresle, la Meline, le cours d'eau 01 du Pré Scobart, des bras de la Bresle et divers autres petits cours d'eau,.
La Bresleest un fleuve côtier d'une longueur de 68 km, qui prend sa source dans la commune de Abancourt, à 180 mètres d’altitude, et se jette  dans la Manche au Tréport, après avoir traversé 30 communes. 
La Méline, d'une longueur de 10 km, prend sa source dans la commune de Marques et se jette  dans la Bresle à Vieux-Rouen-sur-Bresle, après avoir traversé quatre communes. 
Un plan d'eau complète le réseau hydrographique : le plan d'eau 1 de la commune de Ellecourt (4,4 ha),.

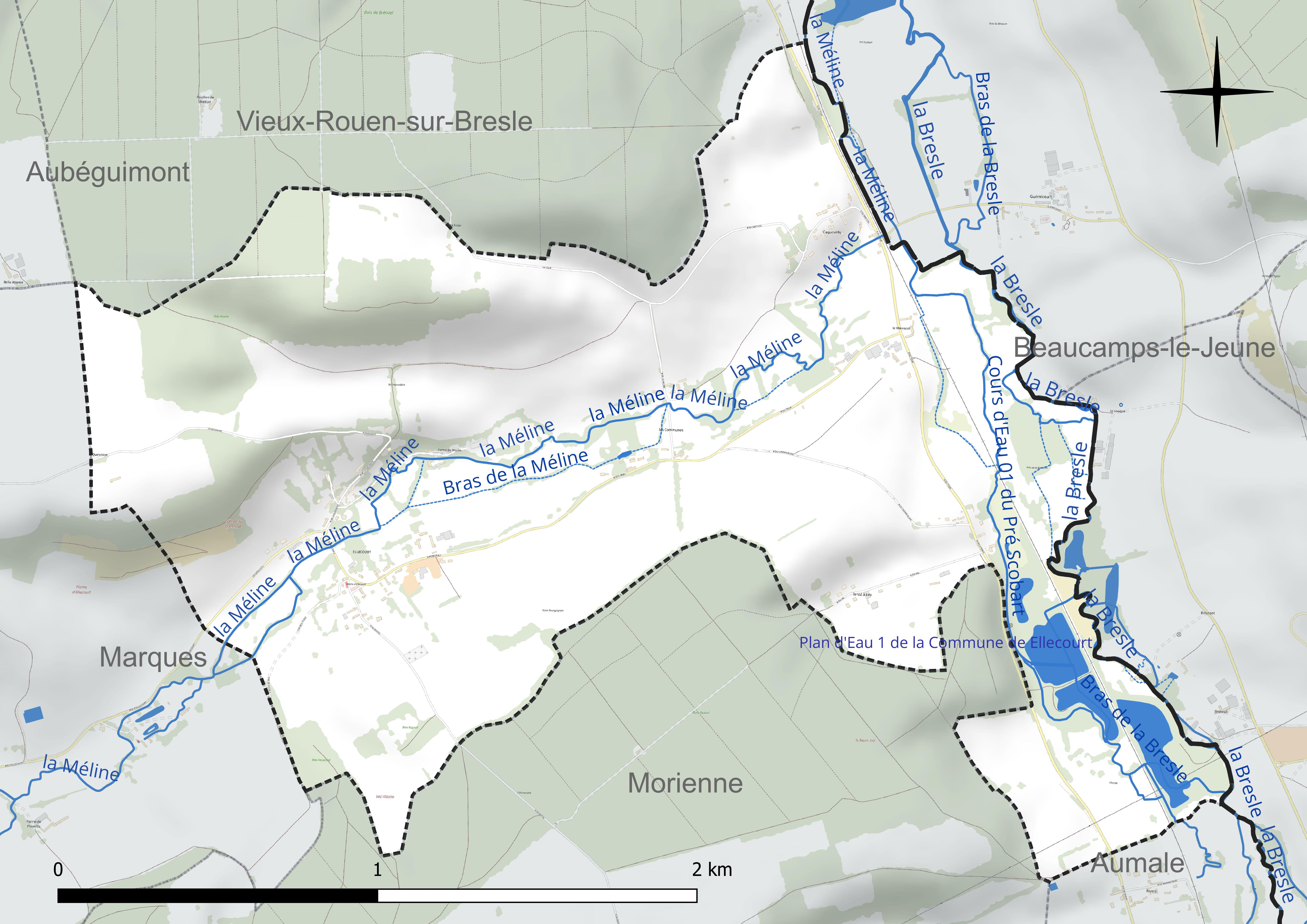
Réseau hydrographique d'Ellecourt.

### Climat
Pour des articles plus généraux, voir Climat de la Normandie et Climat de la Seine-Maritime.
En 2010, le climat de la commune est de type climat océanique dégradé des plaines du Centre et du Nord, selon une étude du CNRS s'appuyant sur une série de données couvrant la période 1971-2000. En 2020, Météo-France publie une typologie des climats de la France métropolitaine dans laquelle la commune est exposée à un climat océanique et est dans la région climatique Côtes de la Manche orientale, caractérisée par un faible ensoleillement (1 550 h/an) ; forte humidité de l’air (plus de 20 h/jour avec humidité relative > 80 % en hiver), vents forts fréquents. Parallèlement le GIEC normand, un groupe régional d’experts sur le climat, différencie quant à lui, dans une étude de 2020, trois grands types de climats pour la région Normandie, nuancés à une échelle plus fine par les facteurs géographiques locaux. La commune est, selon ce zonage, exposée à un « climat contrasté des collines », correspondant au Pays de Bray, bien arrosé et frais.
Pour la période 1971-2000, la température annuelle moyenne est de 10,2 °C, avec une amplitude thermique annuelle de 14 °C. Le cumul annuel moyen de précipitations est de 819 mm, avec 13 jours de précipitations en janvier et 8,5 jours en juillet. Pour la période 1991-2020, la température moyenne annuelle observée sur la station météorologique la plus proche, située sur la commune de Bouelles à 18 km à vol d'oiseau, est de 10,7 °C et le cumul annuel moyen de précipitations est de 838,4 mm,. Pour l'avenir, les paramètres climatiques de la commune estimés pour 2050 selon différents scénarios d’émission de gaz à effet de serre sont consultables sur un site dédié publié par Météo-France en novembre 2022.

## Urbanisme

### Typologie
Au 1er janvier 2024, Ellecourt est catégorisée commune rurale à habitat très dispersé, selon la nouvelle grille communale de densité à sept niveaux définie par l'Insee en 2022.
Elle est située hors unité urbaine et hors attraction des villes,.

### Occupation des sols
L'occupation des sols de la commune, telle qu'elle ressort de la base de données européenne d’occupation biophysique des sols Corine Land Cover (CLC), est marquée par l'importance des territoires agricoles (82,3 % en 2018), une proportion identique à celle de 1990 (82,3 %). La répartition détaillée en 2018 est la suivante : 
prairies (53 %), terres arables (25,9 %), forêts (11,4 %), zones humides intérieures (6,4 %), zones agricoles hétérogènes (3,4 %). L'évolution de l’occupation des sols de la commune et de ses infrastructures peut être observée sur les différentes représentations cartographiques du territoire : la carte de Cassini (XVIIIe siècle), la carte d'état-major (1820-1866) et les cartes ou photos aériennes de l'IGN pour la période actuelle (1950 à aujourd'hui).

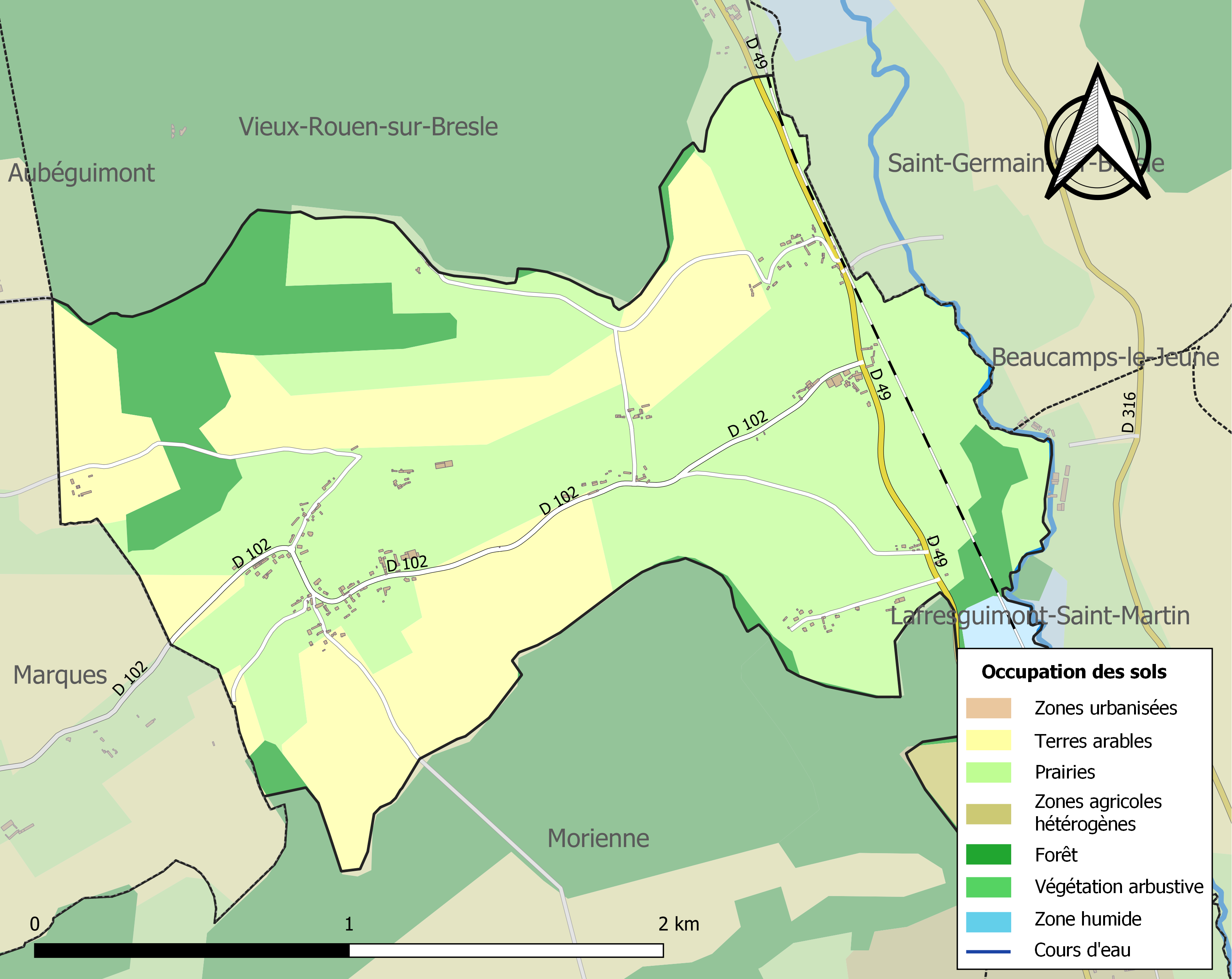
Carte des infrastructures et de l'occupation des sols de la commune en 2018 (CLC).

## Toponymie
Le nom de la localité est attesté sous les formes Ecclesia de Ailecurt en 1115 ; Sancte Marie de Ailecort et Ecclesia de Eilecort au XIIe siècle et en 1257 ; Ecclesia de Ailecort en 1216 ; Delecort en 1239 (Archives de Seine-Maritime 1 H.); Ecclesia de Allecurt en 1181 et 1182 ; Elelecort fin du XIIe siècle ; Ecclesia de Ailecort en 1214; Ecclesia de Elencort vers 1240 ; Elecuria en 1337; Ellecourt en 1431 (Longnon), entre 1433 et 1525 (Archives de Seine-Maritime G 3268, 110) ; Ecclesia  Beati Huberti de Ellecuria en 1434 et 1435 (Archives de Seine-Maritime G 4935) ; Eletcourt en 1460 (Archives de Seine-Maritime G 3269) ; Ecclesia  Beate Marie de Ellecuria en 1467 (Archives de Seine-Maritime G 1574) ; Notre Dame d'Ellecourt en 1716 (Archives de Seine-Maritime G 740) ; Ellencourt en 1648 ; Ellecourt en 1704 ; Elcourt en 1738 (Pouillés); Elcourt en 1715 (Frémont), Ellecourt en 1757 (Cassini).
Il s'agit d'une formation toponymique médiévale en -court au sens de « cour → cour de ferme → ferme ». L'appellatif -court (du bas latin cortem ou curtis cf. cour, courtois) est un appellatif toponymique qui calque le germanique hof de sens proche (cf. Bettencourt / Bettenhof / Betincourt / Bettenhoven, etc.). Il est caractéristique du nord du domaine d'oïl,.
Le premier élément Elle- représente le nom de personne germanique Agilo / Agila, contracté en Aila.

## Politique et administration

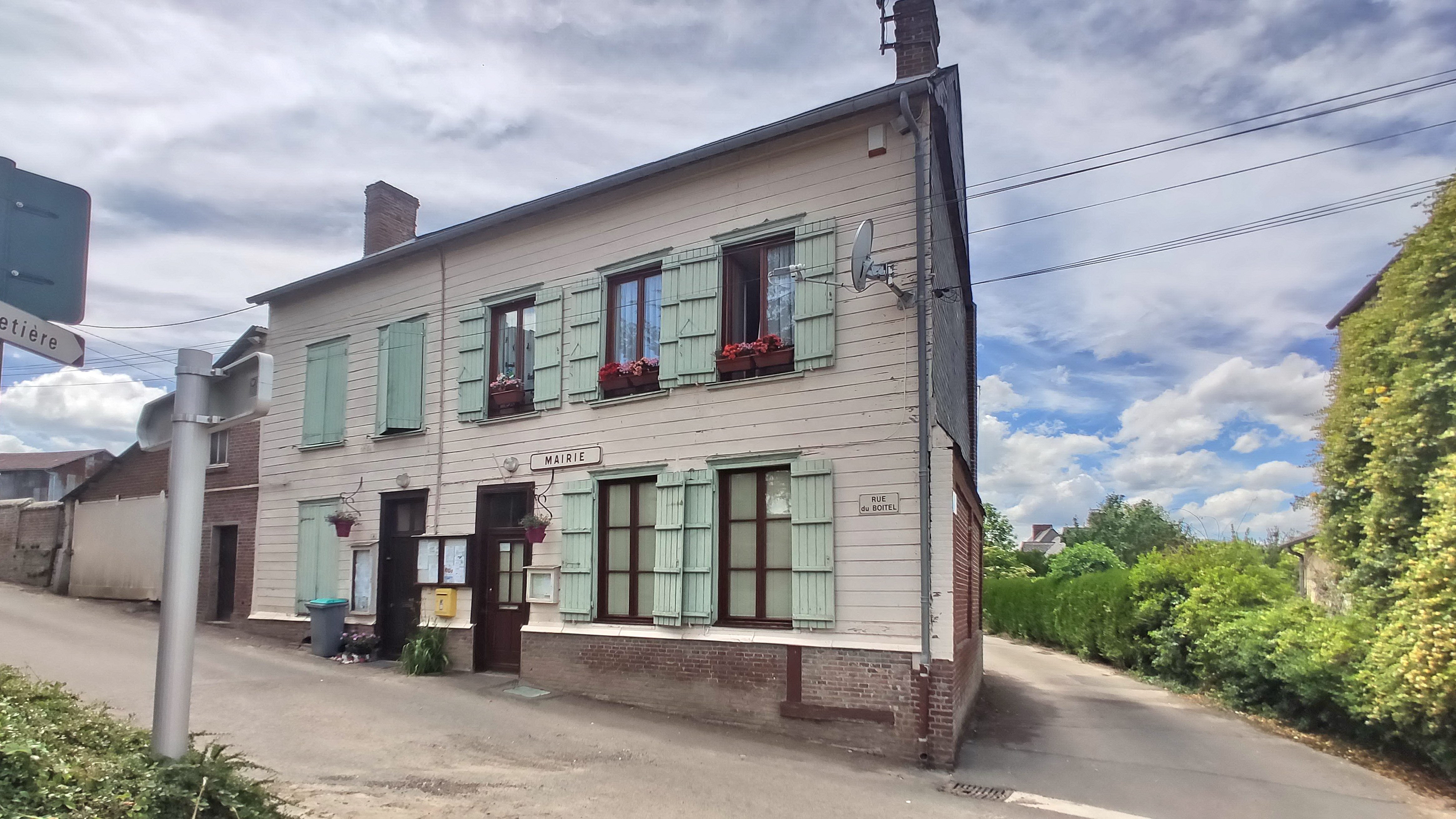
La mairie.

### Rattachements administratifs et électoraux
Rattachements administratifs
La commune se trouve depuis 1926 dans l'arrondissement de Dieppe du département de la Seine-Maritime.
Elle faisait partie depuis 1793 du canton d'Aumale. Dans le cadre du redécoupage cantonal de 2014 en France, cette circonscription administrative territoriale a disparu, et le canton n'est plus qu'une circonscription électorale.
Rattachements électoraux
Pour les élections départementales, la commune fait partie depuis 2014 du canton de Gournay-en-Bray
Pour l'élection des députés, elle fait partie de la sixième circonscription de la Seine-Maritime.

### Intercommunalité
Ellecourt était membre de la petite communauté de communes du canton d'Aumale, un établissement public de coopération intercommunale (EPCI) à fiscalité propre créé fin 2001.
Dans le cadre de la loi portant nouvelle organisation territoriale de la République (Loi NOTRe) du 7 août 2015, qui prescrit, dans le cadre de l'approfondissement de la coopération intercommunale, que les intercommunalités à fiscalité propre doivent, sauf exceptions, regrouper au moins 15 000 habitants, celle-ci a fusionné avec sa voisine pour former, le 1er janvier 2017, la communauté de communes interrégionale Aumale - Blangy-sur-Bresle dont la commune est désormais membre.

### Liste des maires
| Période                                  | Période                   | Identité                          | Étiquette | Qualité |
| ---------------------------------------- | ------------------------- | --------------------------------- | --------- | --- |
| 1800                                     | 1803                      | Louis Alexandre Morin             |           | |
| Les données manquantes sont à compléter. |                           |                                   |           | |
| 1806                                     | 1808                      | x Cossard                         |           | |
| 1808                                     | 1821                      | Louis Charles Amédée de Monsures  |           | |
| 1822                                     | 1824                      | Jacques Cyprien By                |           | |
| 1824                                     | 1837                      | Jacques Antoine Cossard           |           | |
| 1838                                     | 1848                      | Charles Joseph Sévin              |           | |
| 1848                                     | 1865                      | Jean Baptiste Lesur               |           | |
| 1865                                     | 1892                      | Jean Baptiste Théodule Lesur      |           | |
| 1892                                     | 1910                      | Nicolas Magloire Antoine Demonmer |           | |
| 1910                                     | 1920                      | Ismael Beuvin                     |           | |
| 1920                                     | 1922                      | Eugène Dubois                     |           | |
| 1922                                     | 1925                      | Ismael Beuvin                     |           | |
| 1925                                     | 1945                      | Auguste Hibon                     |           | |
| 1945                                     | 1962                      | Emile Dubois                      |           | |
| 1962                                     | 1966                      | René Lefort                       |           | |
| 1966                                     | 1988                      | Lucien Cajot                      |           | |
| 1988                                     | 1989                      | Denis Demarquet                   |           | |
| 1989                                     | mars 2008                 | Ghislain Caquelard                |           | |
| mars 2008                                | En cours (au 4 juin 2020) | Gérard Chaidron                   |           | Vice-président de la CC du Canton d'Aumale (2014 → 2016) Vice président de la CC interrégionale Aumale - Blangy-sur-Bresle (2017 → ) Réélu pour le mandat 2020-2026, |

## Population et société

### Démographie
L'évolution du nombre d'habitants est connue à travers les recensements de la population effectués dans la commune depuis 1793. Pour les communes de moins de 10 000 habitants, une enquête de recensement portant sur toute la population est réalisée tous les cinq ans, les populations de référence des années intermédiaires étant quant à elles estimées par interpolation ou extrapolation. Pour la commune, le premier recensement exhaustif entrant dans le cadre du nouveau dispositif a été réalisé en 2005.

En 2022, la commune comptait 156 habitants, en évolution de +7,59 % par rapport à 2016 (Seine-Maritime : +0,35 %, France hors Mayotte : +2,11 %).
| 1793 | 1800 | 1806 | 1821 | 1831 | 1836 | 1841 | 1846 | 1851 |
| ---- | ---- | ---- | ---- | ---- | ---- | ---- | ---- | ---- |
| 230  | 225  | 264  | 288  | 285  | 289  | 325  | 310  | 293  |

| 1856 | 1861 | 1866 | 1872 | 1876 | 1881 | 1886 | 1891 | 1896 |
| ---- | ---- | ---- | ---- | ---- | ---- | ---- | ---- | ---- |
| 282  | 268  | 271  | 264  | 242  | 220  | 227  | 203  | 201  |

| 1901 | 1906 | 1911 | 1921 | 1926 | 1931 | 1936 | 1946 | 1954 |
| ---- | ---- | ---- | ---- | ---- | ---- | ---- | ---- | ---- |
| 204  | 168  | 163  | 138  | 142  | 134  | 150  | 165  | 166  |

| 1962 | 1968 | 1975 | 1982 | 1990 | 1999 | 2005 | 2006 | 2010 |
| ---- | ---- | ---- | ---- | ---- | ---- | ---- | ---- | ---- |
| 162  | 152  | 138  | 108  | 128  | 150  | 134  | 134  | 131  |

| 2015 | 2020 | 2022 | - | - | - | - | - | - |
| ---- | ---- | ---- | - | - | - | - | - | - |
| 143  | 153  | 156  | - | - | - | - | - | - |

### Enseignement
Les enfants de la commune sont scolarisés au sein d'un regroupement pédagogique intercommunal constitué par  Nullemont, Marques, Morienne et Ellecourt.

### Équipements

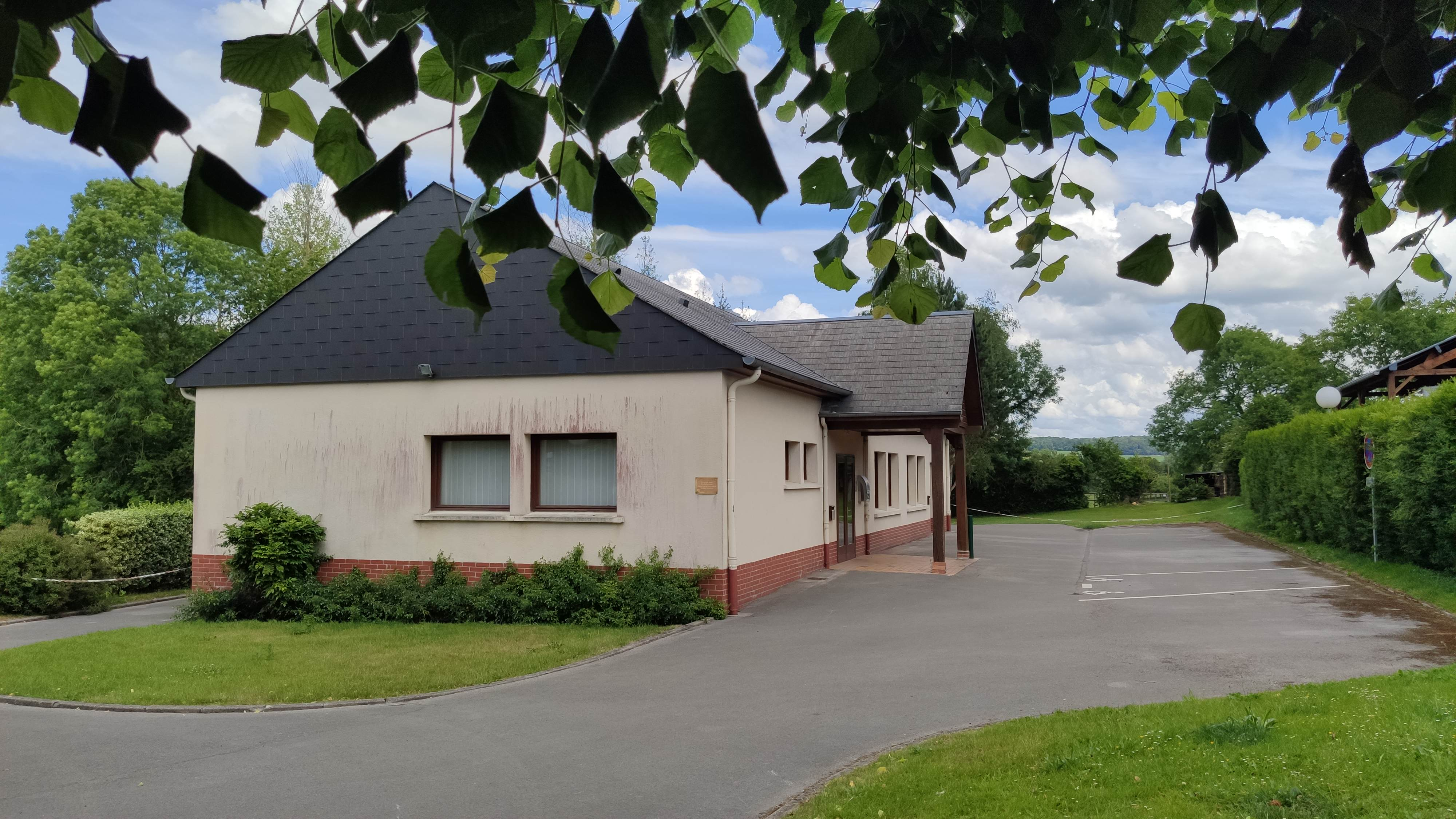
La salle polyvalente.

## Culture locale et patrimoine

### Lieux et monuments
- Église Sainte-Marie, dont la nef a été reconstruite en 1862/1863 dans le style du XVIe siècle. Le chœur date de l'époque de François 1er[30]
- Un carré militaire britannique se trouve dans le cimetière communal. Il abrite les dépouilles de soldats alliés  tués pendant la Seconde Guerre mondiale[31]

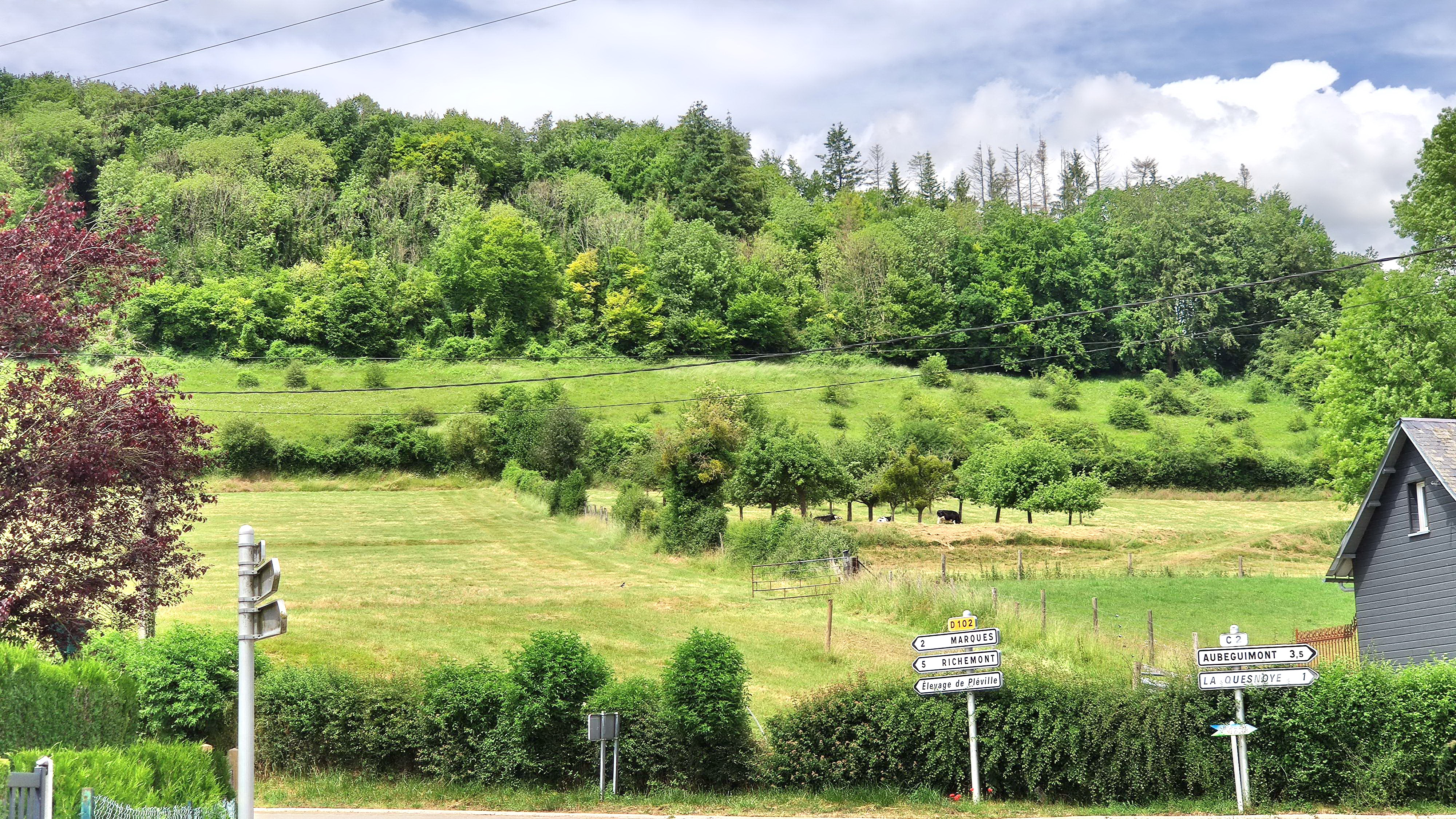
Larris (pelouse calcicole)
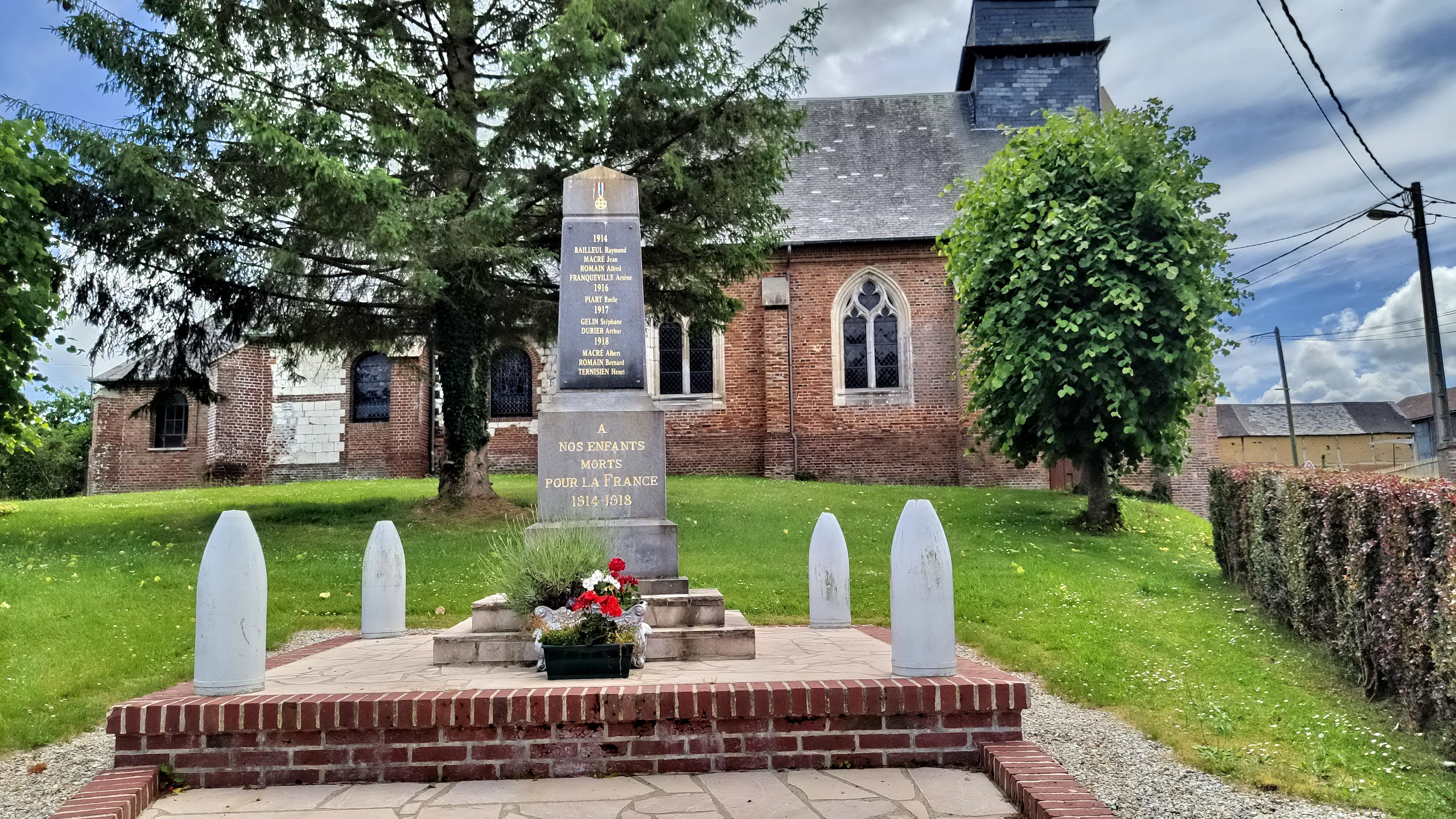
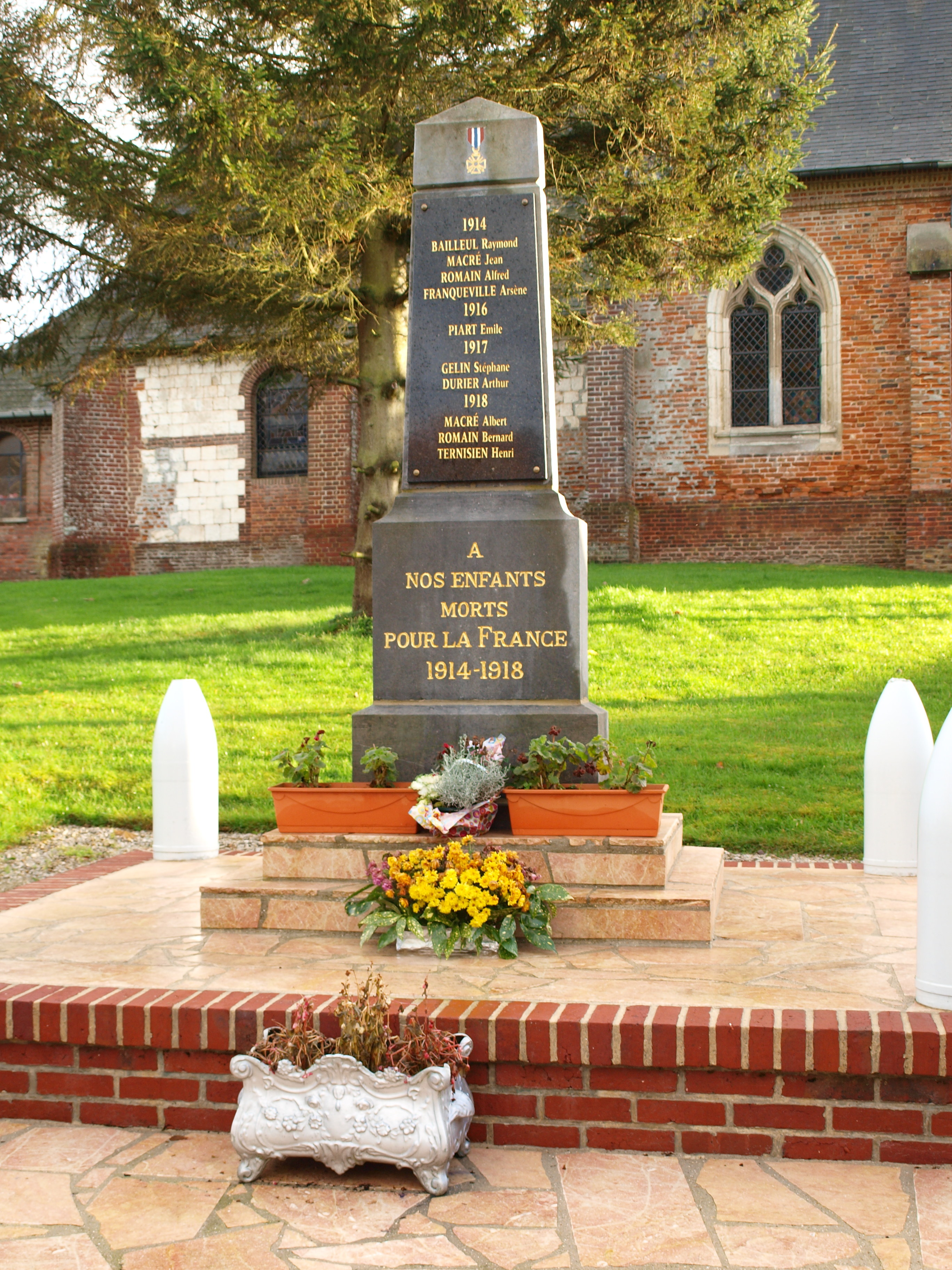
Monument aux morts.